# División Profesional del Fútbol Boliviano
La División Profesional del Fútbol Boliviano, conocida como División Profesional, es un órgano interno de la FBF, creado oficialmente en la asamblea extraordinaria del 29 de mayo de 2017. Se originó tras el análisis de la crisis del fútbol boliviano agudizada por la determinación de la FIFA de quitar al seleccionado local los puntos obtenidos frente a Perú y Chile en la eliminatorias para la Copa Mundial de Fútbol de 2018.

## Función
Son sus funciones:
- Organizar y administrar el campeonato de Primera División, elaborar, aprobar y eventualmente modificar, exclusivamente por sus miembros, los reglamentos de competencias (estableciendo  calendarios, fixture, criterios de clasificación de los equipos a copas internacionales), reglamento de control económico financiero y cualquier otro reglamento necesario para el cumplimiento de sus fines.
- Explotar y gestionar comercialmente en forma exclusiva, por delegación expresa de la FBF, los derechos audiovisuales locales e internacionales y demás derechos inherentes a la organización del campeonato de Primera División.
- Explotar y gestionar comercialmente en forma exclusiva todos los derechos inherentes a la organización de los torneos que realice, comprendiendo, sin limitarse a ellos: patrocinadores de la competencia, estadísticas, datos oficiales, material de archivo de la Primera División, activación de marca, pelota oficial, eSports, etc.
- Establecer las pautas para el reparto del dinero entre los clubes de Primera.
- Consensuar la organización de los torneos juveniles e infantiles.
- Coordinar con la FBF el plantel de árbitros habilitados para dirigir la Primera División, con revisión periódica de dicho listado, conforme a evaluación de rendimiento.
- Elegir su Presidente de conformidad con sus reglamentos internos.

## Presidentes de la División Profesional
- Robert Blanco (2018 - 2020)